# Museo de Historia del Movimiento Juvenil
Museo de Historia del Movimiento Juvenil (en ruso: Музей истории молодёжного движения ) es un institución cultural de la ciudad de Riazán de carácter político e histórico.

## Historia
El edificio del museo fue erigido en 1876 y estaba destinado a albergar al gobernador de Riazán. La construcción corrió a cargo del arquitecto novel Nikitin, el ingeniero Weiss y el comerciante Shchegolev. En 1885 la residencia fue reconstruida por el arquitecto provincial Voynitsky. Tras la Revolución de Febrero, en la primavera de 1917 el edificio fue ocupado por los Soviets de Diputados Obreros y Soldados, y más tarde por los Soviets de Diputados Campesinos. El edificio recibió un nuevo nombre, acorde con el espíritu de la época: "Casa de la Libertad", lo que motivó el cambio de nombre de la calle en la que estaba situado: Malshinskaya se convirtió en la calle de la Libertad.

## Galería de imágenes

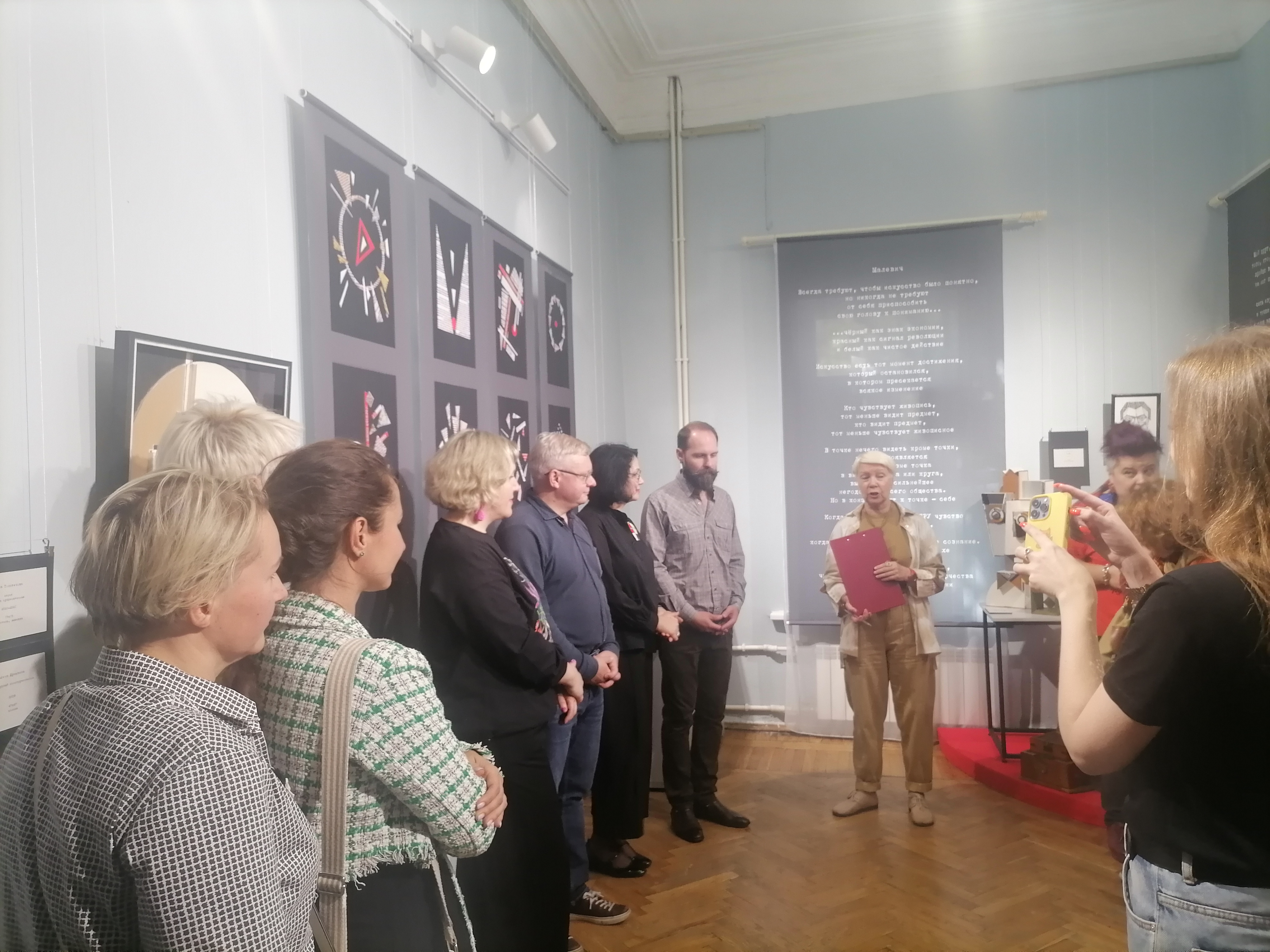
Irina Grafshina hablando
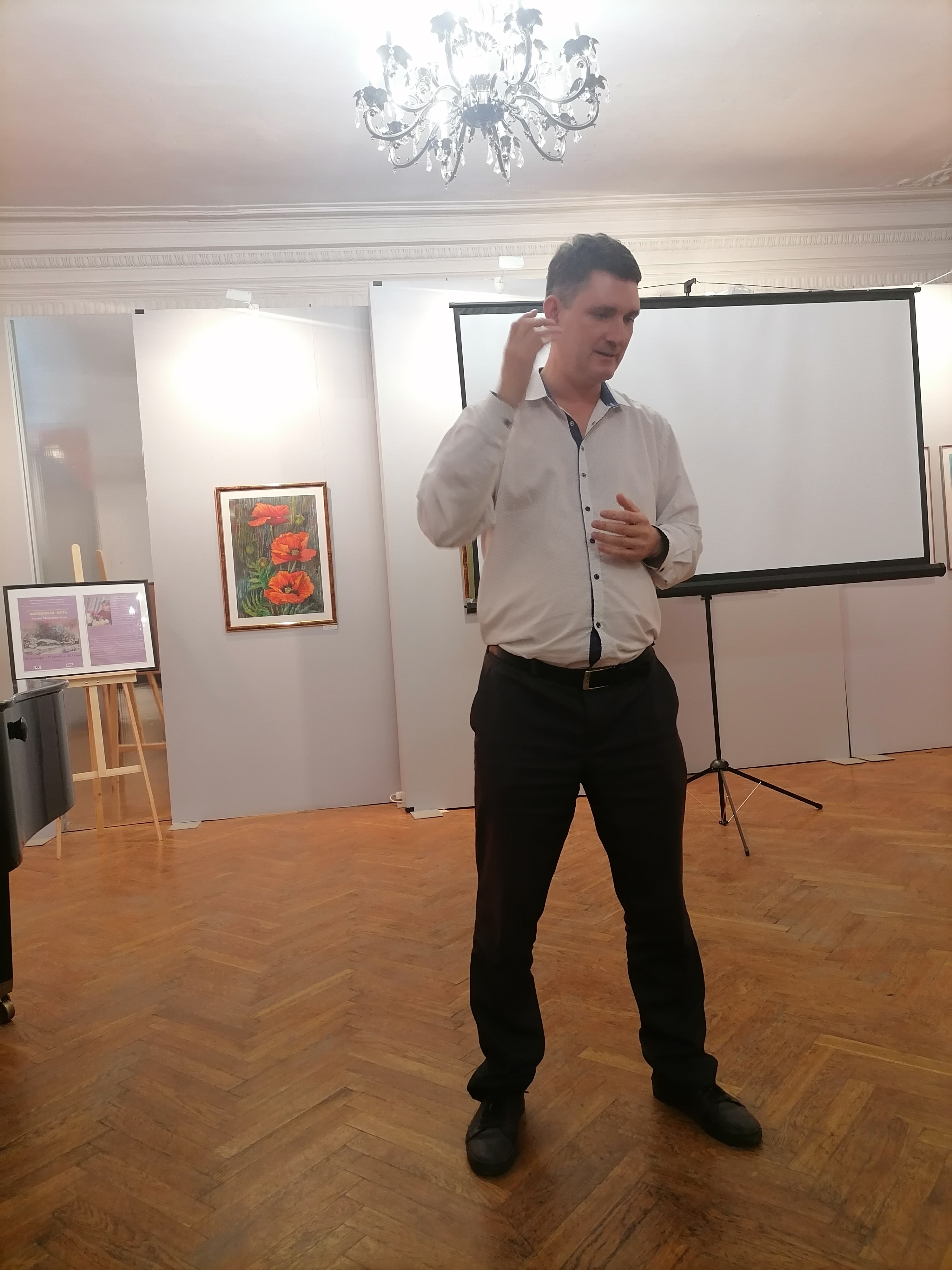
Dmitri Makarov
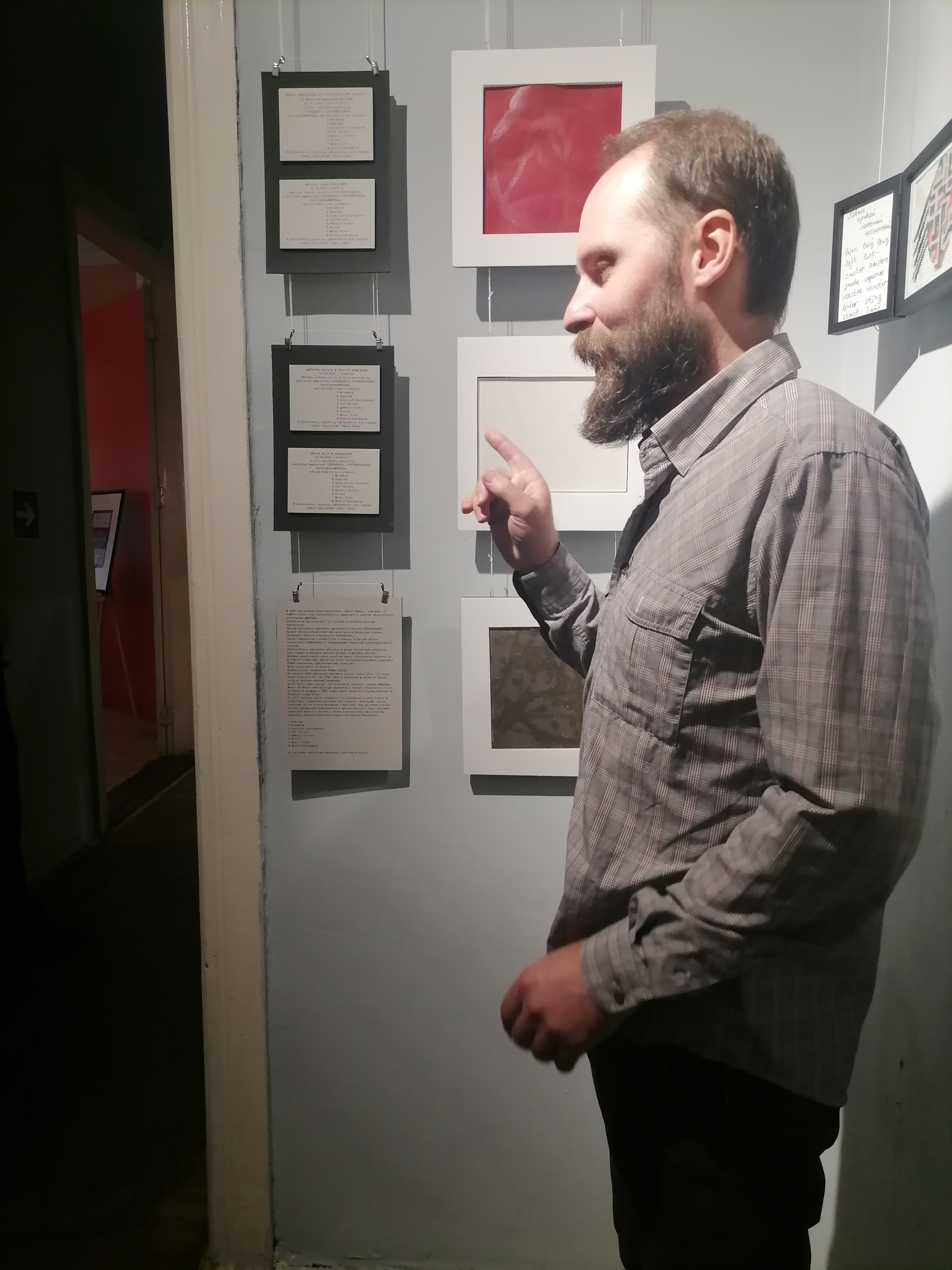
Pavel Zadorozhny
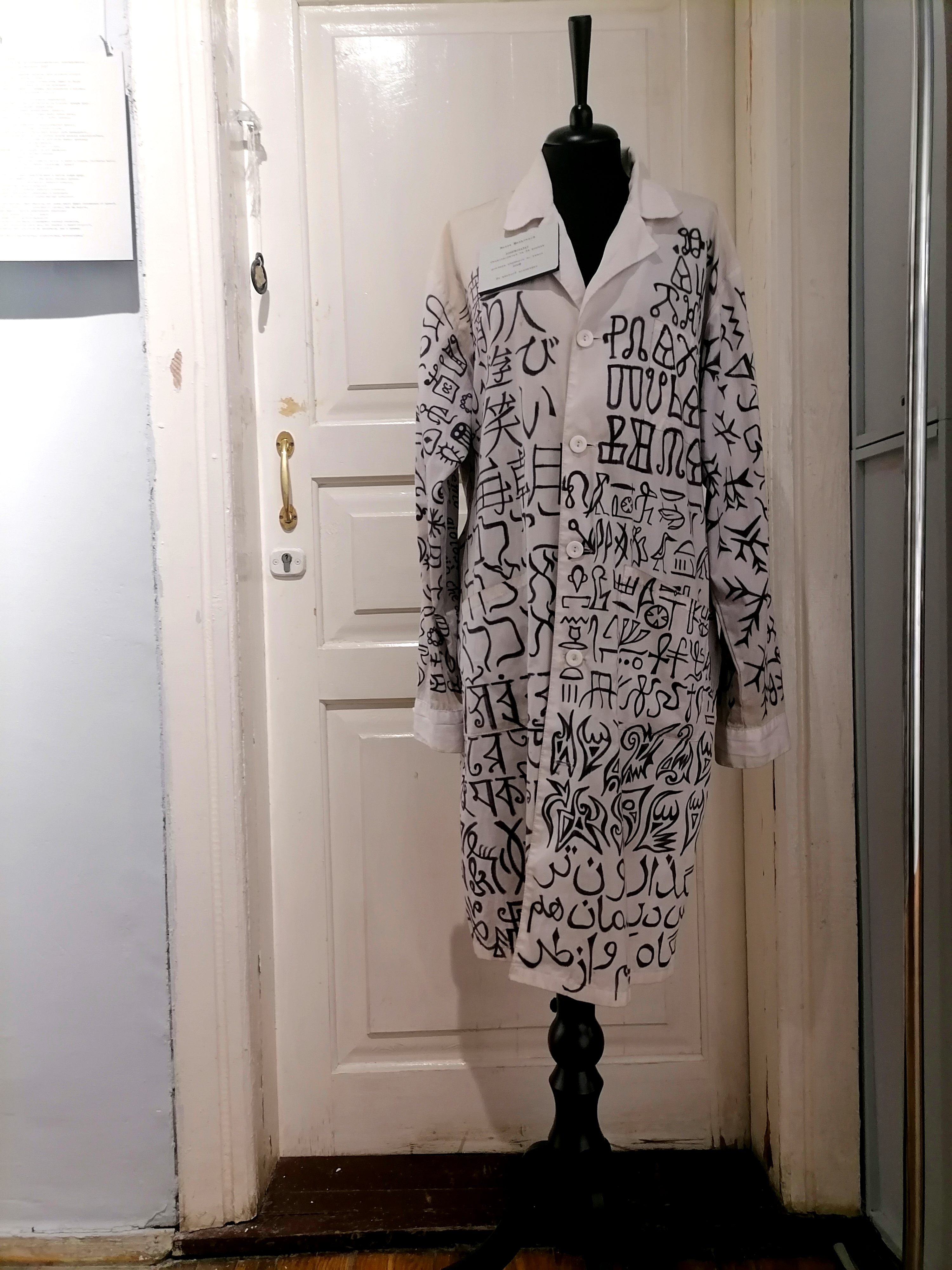
La bata de Willy Melnikov
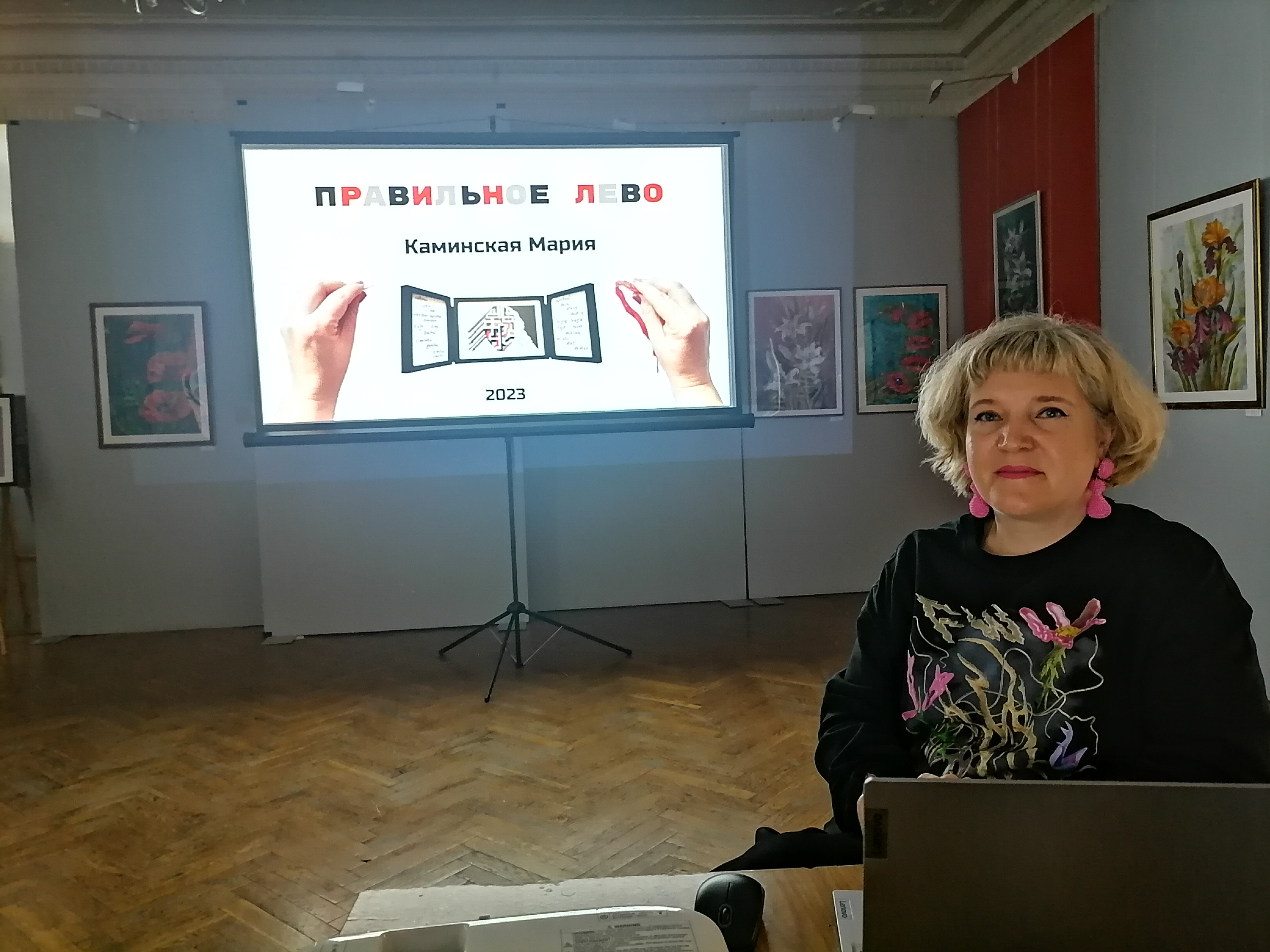
Conferencia en el Museo. María Kaminskaya